# Каба, Сори
Сори Каба (фр. Sory Kaba; родился 10 апреля 1995, Конакри) — гвинейский футболист. нападающий испанского клуба «Лас-Пальмас», в данный момент выступающий на правах аренды за «Эльче», и сборной Гвинеи.

## Карьера

### Клубная
В сентябре 2012 года присоединился к молодежной команде «Алькобендас».
Во взрослом футболе дебютировал в 2014 году за команду «Алькобендас», в которой провёл два сезона, приняв участие в 52 матчах чемпионата. В клубе был основным игроком команды.
29 января 2016 года Каба присоединился к испанскому клубу «Эльче». Но сразу был отправлен в резервную команду «Эльче Илиситано», выступающей в четвёртом дивизионе Испании. 13 мая 2017 года он дебютировал за основную команду, выйдя на замену вместо Алекса Фернандеса в матче Сегунды против «Мирандеса».
28 мая 2017 года Каба забил свой первый гол, сравняв счёт в домашнем матче с «Реус Депортиу», игра завершилась 1:1. 29 июля он продлил контракт на три года и попал в основную команду. Начав сезон в качестве запасного, во втором туре он забил свой первый гол в новом сезоне в ворота «Бадалоны», а команда в итоге выиграла с разгромным счётом 5:1. В третьем туре он забил второй гол в сезоне в ворота «Депортиво Арагон». 24 сентября 2017 года Каба сделал первый в карьере дубль в ворота «Атлетико Балеарес», а матч завершился вничью 3:3. После этого матча его впервые вызвали в сборную Гвинеи.
31 января 2019 года, зимой, в последний день трансферного окна, Каба подписал контракт с клубом Лиги 1 «Дижоном», согласовав контракт на четыре с половиной года. Клуб заплатил «Эльче» за трансфер 4 миллиона евро, в результате чего был отменён пункт об освобождении.
5 июля 2019 года датский клуб «Мидтьюлланн» объявил, что подписал с Каба пятилетний контракт с суммой около трёх миллионов евро. В 2020 году вместе с командой стал чемпионом Дании.
31 августа 2021 года Каба на правах аренды перешёл в бельгийский клуб «Ауд-Хеверле Лёвен» до конца сезона 2021/22. «Ауд-Хеверле Лёвен» получил возможность подписать с ним контракт на постоянной основе.

### Международная
7 октября 2017 года Каба дебютировал за сборную Гвинеи в отборочном матче чемпионата мира против Туниса, закончившемся поражением со счётом 1:4. 16 июня 2019 года Каба забил первый гол за сборную в товарищеском матче против Египта.
В составе сборной Каба был участником Кубка африканских наций 2019 в Египте.

## Достижения
«Мидтьюлланн»
- Чемпион Дании: 2019/20